# Pages galantes de Boccace
Pour plus de détails, voir Fiche technique et Distribution.
Pages galantes de Boccace (anglais : Decameron Nights ; espagnol : Tres historias de amor) est un film britannico-espagnol réalisé par Hugo Fregonese, sorti en 1953.

## Résumé
Au milieu du XIVe siècle, Boccace cherche son véritable amour en la personne de Fiametta, veuve depuis peu, et découvre qu’elle a fui Florence, ravagée par la peste et mise à sac par une armée d’invasion. Sa dulcinée a réussi à trouver refuge dans une villa à la campagne avec plusieurs nobles. Quand il se présente chez eux, Fiametta ne veut pas l’inviter à rester mais ses amis, qui s'ennuient de ne pas avoir de compagnie masculine, lui font changer d'idée. Afin de divertir les dames, tout en poursuivsant sa cour à Fiametta, l'écrivain va leur raconter une série d'histoires sur la recherche de l'amour.
La première histoire est celle de Bartolomea, qui est frustrée par son mariage avec le riche et beaucoup plus vieux Ricciardo. Ce couple partage une forte croyance en l’astrologie, au point que cette science dicte leur façon de vivre. Un jour, les étoiles sont favorables à la pêche mais des pirates capturent les dames de compagnie à bord du bateau et leur capitaine, Paganino, les libère toutes hormis Bartolomea. Il exige une rançon de 50 000 florins d’or à payer à Majorque. Au moment où Ricciardo apparaît pour livrer la somme, Bartolomea est tombé amoureuse de son ravisseur aussi va-t-elle nier le connaître. Ce stratagème fonctionne puisque son époux est incapable de répondre à une simple question à son sujet. A ce moment là, l’ami de Paganino et gouverneur de Majorque, ordonne à Ricciardo de payer une amende de 50 000 florins pour ses mensonges. plus tard, Paganino et Bartolomea se marient, après lui avoir promit d’abandonner la piraterie. Alors que l'histoire se termine, Fiametta n’est pas amusée par cette morale mais ses amies supplient Boccace de raconter un autre conte.
Au lieu de cela, Fiametta décide de raconter à so ntour une histoire qu'elle plus édifiante malgré la déception de ses amies. La seconde histoire est celle de Giulio qui pousse Bernabo à parier sur la vertu de sa femme, Ginevra. Giulio lui parie qu’il peut la séduire d’ici un mois. En réalité, il soudoie simplement la femme de chambre, Nerina , pour qu’elle le laisse se cacher dans la chambre de sa maîtresse. Plus tard, alors que Ginevra dort, il lui vole son médaillon et lui coupe une mèche de ses cheveux, remarquant au passage une tache de naissance sur son épaule. Lorsque Giulio fournit ces trois preuve à Bernabo, ce dernier se résout à le payer. Se croyant bafoué dans son honneur, le mari recrute deux assassins pour se débarrasser de sa femme mais les tueurs sont déconcertés par le manque de peur de Ginevra et la laissent partir. Elle se déguise alors en homme et devient marin sur un navire marchand. Plus tard, rencontrant le sultan, ce dernier souhaite acquérir le perroquet parlant de Ginevra, ce qu'elle accepte à la condition qu'il achete également toutes les marchandises du bateau. Sachant que le perroquet ne parlera que pour elle, Ginevra accepte d’entrer au service du sultan. Puis un jour, repèrant son médaillon dans un étal de marché tenu par Giulio, elle lui vole discrétement et finit par apprendre la véritable raison qu'avait son mari de vouloir sa mort. Voulant laver son honneur, elle demande au sultan d’inviter Giulio et Bernabo à dîner le soir. Plus tard, tandis que Bernabo est à portée de voix mais hors de vue, elle apparaît habillée en femme et demande à Giulio s’il la connaît. Quand il le nie à plusieurs reprises, son mari constate alors qu'elle ne l'a jamasi trompé avec un autre homme et ils se remettent ensemble.
Boccace n’aime pas le conte et en commence tout de suite un autre. Ce troisième conte est celui de L’espagnol Don Bertrando, qu'on envoya quérir chez une femme médecin, Isabella, pour son maître, le roi, qui est gravement malade. Pendant le voyage, il la défend contre deux bandits de grand chemin. Arrivé au château, elle guérit le roi, qui reconnaissant, souhaite lui offrir ce qu'elle désire le plus au monde. Elle demande alors un mari en la personne de Bertrando. Consterné, le chevalier accepte mais immédiatement après leur mariage, il la quitte, ayant tenu sa promesse de devenir son mari, pour reprendre ses aventures. Avant de la quitter néainmoins, il lui dit qu’il ne vivra avec elle qu'à la condition qu'elle obtienne la bague qu'il a au doigt pour lui donner un enfant. Apprenant que Bertrando tente de séduire la fille d’un aubergiste, Isabella demande à l’aubergiste d’envoyer à Bertrando un message prétendument de la jeune fille, qui accepte de passer la nuit avec lui. Au lieu de cela, Isabella se cache de nuit dans le lit où la rejoint son mari. Plus tard, elle lui subtilise sa bague et s'en va avant que sa tromperie ne soit révélée. Quelques mois plus tard, elle donne naissance à un fils. Bertrando se présente alors, ayant entendu dire qu’elle prétend que l’enfant est le sien.  Après lui avoir raconté son récit, Bertrando demande une preuve et elle lui montre la bague. Ils vivent alors ensemble. 
Tandis que toutes les dames aplaudissent et félicitent Boccace pour son histoire, Fiametta le critique à nouveau, au point qu'il décide de les abandonner. Cependant, il revient plus tard à la villae et prend Fiametta dans ses bras pour l’embrasser. Au début résistante, elle finit par lui cèder.

## Fiche technique
- Titre français : Pages galantes de Boccace
- Titre original : Decameron Nights
- Titre espagnol : Tres historias de amor
- Réalisateur : Hugo Fregonese
- Scénario : George Oppenheimer et Geza Herczeg d'après le Décaméron de Boccace
- Création des décors : Thomas N. Morahan
- Photographie : Guy Green
- Cadreur : Arthur Ibbetson
- Montage : Russell Lloyd
- Musique : Antony Hopkins
- Production : Mike Frankovich, Wilhelm Szekely, Montagu Marks, Cesareo Gonzalez
- Société de production : Cesáreo González Producciones Cinematográficas, Frankovich Productions, Suevia Films
- Distribution : RKO
- Pays de production :  Royaume-Uni et  Espagne
- Langue originale : anglais
- Genre : Aventure, drame, romance
- Durée : 94 minutes
- Format : Technicolor - Son : Mono (Western Electric Recording)
- Dates de la sortie : 
  - Royaume-Uni : 13 janvier 1953 Londres
  - France : 29 octobre 1954

## Distribution
- Joan Fontaine : Fiametta / Bartolomea / Ginevra / Isabella
- Louis Jourdan : Giovanni Boccaccio / Paganino / Giulio / Don Bertrando
- Godfrey Tearle : Ricciardo / Bernabo
- Joan Collins : Pampinea / Maria
- Binnie Barnes : Comtesse de Firenze / La Comtesse / Nerina la Femme de chambre / La Vieille Sorcière
- Meinhart Maur : Sultan
- Gordon Whiting
- Gordon Bell : Marchand
- Melissa Stribling : Fille dans la Villa
- Stella Riley : Fille dans la Villa
- Mara Lane : Fille dans la Villa
- Van Boolen : Capitaine
- Gérard Tichy
- Diaz de Mendoza
- Carlos Villarías
- Eliot Makeham : Gouverneur de la Majorque
- Marjorie Rhodes : Signora Bucca
- Noel Purcell : Père Francisco
- Hugh Morton : Le roi
- George Bernard : Messager
- Bert Bernard : Messager